# 1187. grenadirski polk (Wehrmacht)
1187. grenadirski polk (izvirno nemško 1187. Grenadier-Regiment; kratica 1187. GR) je bil pehotni polk Heera v času druge svetovne vojne.

## Zgodovina
Polk je bil ustanovljen 26. avgusta 1944 kot sestavni del 576. ljudskogrenadirske divizije; še v času oblikovanja so polk preimenovali v 978. grenadirski polk.